# 1999 في سنغافورة
فيما يلي قوائم الأحداث التي وقعت خلال عام 1999 في سنغافورة.

## سياسة

### تعيين في المنصب
- 1 سبتمبر – سيلابان راما ناطان رئيس سنغافورة.

### انتهاء فترة المنصب
- 31 أغسطس – أونج تنغ تشيونغ رئيس سنغافورة.

## رياضة
- 1 يناير – دوري سنغافورة للمحترفين 1999 الفائز نادي هوم يونايتد.

## مواليد

### مارس
- 2 مارس – تشين غو

## وفيات

### أبريل
- 17 أبريل – أحمد محمد إبراهيم (مواليد 1916)